# Вовчанська волость
Вовчанська волость — адміністративно-територіальна одиниця Вовчанського повіту Харківської губернії.
На 1862 рік до складу волості входили:
- місто Вовчанськ;
- хутір Вовчанські Хутори;
- село Гатище;
- слобода Бочкова;

Найбільше поселення волості станом на 1914 рік:
- слобода Перші Заводи — 4483 мешканці.
- слобода Другі Заводи — 3739 мешканців.
- Вовчанські Хутори — 3385 мешканці.
- Вовчанське міське училище — 1397 мешканці.

Старшиною волості був Радченко Василь Михайлович, волосним писарем — Рідний Фаддей Ілліч, головою волосного суду — Грабарь Йосип Євф..